# Sevkar
Sevkar (armeniska: Սևքար լեռ: Sevkar ler, berget Sevkar) är ett berg i Armenien. Det ligger i provinsen Gegharkunik, i den centrala delen av landet, 70 kilometer öster om huvudstaden Jerevan. Toppen på Sevkar är 2 863 meter över havet.
Terrängen runt Sevkar är huvudsakligen kuperad, men söderut är den bergig. Närmaste större samhälle är Geghhovit, 10,4 kilometer norr om Sevkar. 
Trakten runt Sevkar består i huvudsak av gräsmarker. Runt Sevkar är det ganska glesbefolkat, med 29 invånare per kvadratkilometer.